# Gary Wilson
Gary Craig Wilson (nacido el 5 de febrero de 1986) es un exjugador de críquet irlandés.

## Carrera internacional
En junio de 2018, Wilson fue capitán del equipo T20I de Irlanda, cargo que ocupó hasta noviembre de 2019. El 19 de marzo de 2021, anunció su retiro del críquet profesional.